# Michel Pebeyre
Pas d'image ? Cliquez ici

a Compétitions nationales et continentales officielles uniquement.

b Matchs officiels uniquement.
Michel Pebeyre, né le 21 juin 1948 à Brive-la-Gaillarde (Corrèze), est un joueur international français de rugby à XV qui a joué avec l'équipe de France de 1970 à 1973. Il évolue au poste de demi de mêlée. 

## Biographie
Fils d'Élie Pebeyre, il fait ses premières passes au CA Brive. Brillant junior, il joue avec l'équipe réserve et devient champion de France réserve en 1967.
Ses études l'appelant dans l'Allier, il signe pour la saison 1967-1968 au RC Vichy et c'est sous ces couleurs qu'il devient international le 18 avril 1970 contre l'Angleterre avant de participer à la tournée de 1971 en Afrique du Sud.
Il rejoint l'AS Montferrand, où il reste quatre saisons, lors de la saison 1970-1971.
Il est de retour au CA Brive pour la saison 1974-1975, participant à la finale. Il quitte les terrains en 1978 après 52 matchs de championnat avec le CA Brive.
En 2024, il figure en troisième position sur la liste de Didier Codorniou pour les élections à la présidence de la Fédération française de rugby qui ont lieu le 19 octobre[réf. nécessaire]. La liste 100% rugby s'incline avec 32,78 % des voix mais Michel Pebeyre intègre tout de même le comité d'orientation politique, nouvel organe de direction de la FFR, parmi les 4 places dévolues à la liste,.

## Palmarès

### En club
- Vainqueur du Championnat de France équipe réserve en 1967 avec le CA Brive.
- Finaliste du Challenge Yves du Manoir en 1972 avec l'AS Montferrand.
- Finaliste du Championnat de France en 1975 avec le CA Brive.

### En équipe nationale
- Sélections en équipe de France : 7
- Sélections par année : 2 en 1970, 4 en 1971, 1 en 1973
- Tournoi des Cinq Nations disputé : 1970, 1971, 1973 (covainqueur du Tournoi en 1970 et 1973).